# Municipio de Auburn (Iowa)
El municipio de Auburn (en inglés: Auburn Township) es un municipio ubicado en el condado de Fayette en el estado estadounidense de Iowa. En el año 2010 tenía una población de 527 habitantes y una densidad poblacional de 5,54 personas por km².

## Geografía
El municipio de Auburn se encuentra ubicado en las coordenadas 43°2′17″N 91°54′13″O / 43.03806, -91.90361. Según la Oficina del Censo de los Estados Unidos, el municipio tiene una superficie total de 95.14 km², de la cual 95,14 km² corresponden a tierra firme y (0 %) 0 km² es agua.

## Demografía
Según el censo de 2010, había 527 personas residiendo en el municipio de Auburn. La densidad de población era de 5,54 hab./km². De los 527 habitantes, el municipio de Auburn estaba compuesto por el 98,86 % blancos, el 0,19 % eran asiáticos, el 0,76 % eran de otras razas y el 0,19 % eran de una mezcla de razas. Del total de la población el 1,14 % eran hispanos o latinos de cualquier raza.